# 义峰山矿区事件
义峰山矿区事件是中國浙江省紹興市發生的一起住房安全事件。

## 背景
1957年浙江省物探大队发现紹興市义峰山区域为放射性异常区，并在此勘探出多条铀矿带，浙江省第九地质大队的《浙江省绍兴县铀矿化点初查评价报告》指出當地出產的石料“不宜作工业建筑、民用建筑主体材料和装修材料，但可作为围垦海涂之抛石和海堤、河堤堤坝的护坡砌石以及深基础骨料使用。”

## 調查
2018年《北京青年報》调查发现产自义峰山的石头几经轉手最终作为建筑材料流向绍兴市的居民住宅，记者在义峰山矿区、周邊在建居民区和已建成村居、小区等地实地取点检测，结果顯示多处检测值远超国际基本安全标准规定的公众受照射个人剂量限值。

## 處理
8月18日下午，紹興市委市政府責成越城區委區政府成立由國土、環保、公安等相關部門聯合組成的專項調查組對義峰山礦區事件進行全面調查處理，同時暫停義峰山礦山的礦石開採和石料的銷售使用。经调查，涉事建材公司绍兴东发建材有限公司的石料通过5个混凝土公司流向绍兴市33个商品楼盘。